# Чемпионат Уругвая по футболу 1940
Примера А Уругвая по футболу 1940 года — очередной сезон лиги. Проводился по двухкруговой системе в 22 тура (из-за нечётного числа участников). Все клубы из Монтевидео. В турнире во второй раз подряд победил «Насьональ».

## Таблица
| №  | Клуб                 | И  | В  | Н | П  | Заб | Проп | Очки |
| 1  | Насьональ            | 20 | 16 | 3 | 1  | 63  | 22   | 35   |
| 2  | Рампла Хуниорс       | 20 | 11 | 3 | 6  | 41  | 29   | 25   |
| 3  | Монтевидео Уондерерс | 20 | 10 | 4 | 6  | 47  | 22   | 24   |
| 4  | Пеньяроль            | 20 | 10 | 2 | 8  | 54  | 38   | 22   |
| 5  | Ливерпуль            | 20 | 8  | 3 | 9  | 39  | 39   | 19   |
| 6  | КА Ривер Плейт       | 20 | 7  | 5 | 8  | 35  | 39   | 19   |
| 7  | Дефенсор             | 20 | 5  | 9 | 6  | 32  | 49   | 19   |
| 8  | Суд Америка          | 20 | 6  | 5 | 9  | 31  | 37   | 17   |
| 9  | Расинг               | 20 | 7  | 3 | 10 | 31  | 46   | 17   |
| 10 | Сентраль             | 20 | 3  | 9 | 8  | 26  | 35   | 15   |
| 11 | Белья Виста          | 20 | 1  | 6 | 13 | 22  | 65   | 8    |

## Матчи

### Тур 1
| Суд Америка — Насьональ 2:2    |
| Уондерерс — Пеньяроль 3:3      |
| Рампла Хуниорс — Ливерпуль 5:2 |
| Расинг — КА Ривер Плейт 3:1    |
| Дефенсор — Сентраль 2:2        |

### Тур 2
| Ливерпуль — Пеньяроль 1:0     |
| Насьональ — Белья Виста 6:2   |
| Дефенсор — КА Ривер Плейт 2:2 |
| Сентраль — Рампла Хуниорс 0:0 |
| Расинг — Суд Америка 2:1      |

### Тур 3
| Насьональ — КА Ривер Плейт 3:1 |
| Пеньяроль — Расинг 5:1         |
| Дефенсор — Рампла Хуниорс 1:0  |
| Сентраль — Белья Виста 2:2     |
| Уондерерс — Суд Америка 4:0    |

### Тур 4
| Пеньяроль — Сентраль 3:0         |
| Суд Америка — Рампла Хуниорс 3:2 |
| Насьональ — Дефенсор 5:2         |
| КА Ривер Плейт — Ливерпуль 1:1   |
| Уондерерс — Белья Виста 1:1      |

### Тур 5
| КА Ривер Плейт — Сентраль 4:2 |
| Расинг — Белья Виста 4:4      |
| Пеньяроль — Суд Америка 3:3   |
| Дефенсор — Ливерпуль 2:2      |
| Уондерерс — Насьональ 1:0     |

### Тур 6
| Дефенсор — Расинг 1:0          |
| Насьональ — Ливерпуль 2:0      |
| Уондерерс — Сентраль 2:2       |
| Белья Виста — Суд Америка 2:2  |
| Пеньяроль — Рампла Хуниорс 3:1 |

### Тур 7
| Насьональ — Расинг 2:1         |
| Пеньяроль — КА Ривер Плейт 4:1 |
| Ливерпуль — Белья Виста 2:0    |
| Рампла Хуниорс — Уондерерс 2:1 |
| Дефенсор — Суд Америка 3:2     |

### Тур 8
| Пеньяроль — Дефенсор 6:0         |
| Насьональ — Сентраль 1:1         |
| КА Ривер Плейт — Уондерерс 2:1   |
| Ливерпуль — Расинг 3:1           |
| Рампла Хуниорс — Белья Виста 4:0 |

### Тур 9
| Рампла Хуниорс — Расинг 4:2      |
| Уондерерс — Ливерпуль 5:0        |
| Сентраль — Суд Америка 1:1       |
| Белья Виста — КА Ривер Плейт 3:1 |
| Насьональ — Пеньяроль 3:2        |

### Тур 10
| КА Ривер Плейт — Суд Америка 2:1 |
| Рампла Хуниорс — Насьональ 1:1   |
| Сентраль — Ливерпуль 0:0         |
| Уондерерс — Расинг 2:0           |
| Белья Виста — Дефенсор 1:1       |

### Тур 11
| Пеньяроль — Белья Виста 4:2         |
| Сентраль — Расинг 4:0               |
| Рампла Хуниорс — КА Ривер Плейт 2:0 |
| Уондерерс — Дефенсор 3:3            |
| Суд Америка — Ливерпуль 3:1         |

### Тур 12
| Насьональ — Суд Америка 2:0    |
| Уондерерс — Пеньяроль 3:9      |
| Рампла Хуниорс — Ливерпуль 3:2 |
| КА Ривер Плейт — Расинг 2:1    |
| Дефенсор — Сентраль 1:1        |

### Тур 13
| Пеньяроль — Ливерпуль 4:0     |
| Насьональ — Белья Виста 2:0   |
| Дефенсор — КА Ривер Плейт 3:3 |
| Сентраль — Рампла Хуниорс 2:1 |
| Расинг — Суд Америка 3:1      |

### Тур 14
| Насьональ — КА Ривер Плейт 3:1 |
| Расинг — Пеньяроль 3:2         |
| Рампла Хуниорс — Дефенсор 5:0  |
| Сентраль — Белья Виста 3:0     |
| Уондерерс — Суд Америка 2:0    |

### Тур 15
| Пеньяроль — Сентраль 2:1         |
| Рампла Хуниорс — Суд Америка 3:0 |
| Насьональ — Дефенсор 4:2         |
| Ливерпуль — КА Ривер Плейт 5:2   |
| Уондерерс — Белья Виста 4:0      |

### Тур 16
| КА Ривер Плейт — Сентраль 2:2 |
| Расинг — Белья Виста 2:1      |
| Суд Америка — Пеньяроль 3:0   |
| Ливерпуль — Дефенсор 4:1      |
| Насьональ — Уондерерс 3:1     |

### Тур 17
| Дефенсор — Расинг 0:0          |
| Насьональ — Ливерпуль 3:1      |
| Уондерерс — Сентраль 1:0       |
| Суд Америка — Белья Виста 2:0  |
| Пеньяроль — Рампла Хуниорс 4:1 |

### Тур 18
| Насьональ — Расинг 5:3         |
| КА Ривер Плейт — Пеньяроль 2:0 |
| Ливерпуль — Белья Виста 9:0    |
| Рампла Хуниорс — Уондерерс 1:0 |
| Дефенсор — Суд Америка 2:0     |

### Тур 19
| Дефенсор — Пеньяроль 4:2         |
| Насьональ — Сентраль 6:0         |
| КА Ривер Плейт — Уондерерс 1:0   |
| Расинг — Ливерпуль 2:1           |
| Рампла Хуниорс — Белья Виста 3:1 |

### Тур 20
| Рампла Хуниорс — Расинг 1:1      |
| Ливерпуль — Уондерерс 3:2        |
| Суд Америка — Сентраль 4:2       |
| КА Ривер Плейт — Белья Виста 5:0 |
| Насьональ — Пеньяроль 5:1        |

### Тур 21
| КА Ривер Плейт — Суд Америка 1:1 |
| Насьональ — Рампла Хуниорс 5:0   |
| Ливерпуль — Сентраль 2:1         |
| Уондерерс — Расинг 6:1           |
| Белья Виста — Дефенсор 2:2       |

### Тур 22
| Пеньяроль — Белья Виста 6:1         |
| Расинг — Сентраль 1:0               |
| Рампла Хуниорс — КА Ривер Плейт 2:1 |
| Уондерерс — Дефенсор 5:0            |
| Суд Америка — Ливерпуль 2:0         |

## Матчи за право остаться в лиге
- Белья Виста 2:0 Серро
- Белья Виста 4:0 Серро

«Белья Виста» остаётся в лиге, «Серро» остаётся в Дивизионе Интермедиа.

## Рекорды турнира
- Самый результативный матч и самая крупная победа: «Ливерпуль» 9:0 «Белья Виста» (18-й тур)